# Азад-хан Афган
Азад-хан Афган (пушту آزاد خان افغان‎), Азад-шах Афган (пушту آزاد شاه افغان‎; умер в 1781) — пуштунский военачальник и один из основных претендентов на господство в западной части Ирана после смерти Надир-шаха в 1747 году. В период с 1752 по 1757 год Азад-хан контролировал часть Азербайджана до города Урмия, северо-западную и северную Персию, а также некоторые районы юго-западной части Туркменистана и восточного Курдистана. Азад был современником Ахмад-шаха Дуррани, основателя империи Дуррани.

## Биография
Азад-хан родился в городе Андар, к востоку от Газни, в Афганистане. Он принадлежал к клану сулейманхель из племени гильзаев. В конце 1730-х годов Азад-хан вступил в ряды армии Надир-шаха и принял участие в его военных кампаниях в Индии и Персии. В моменте убийства Надир-шаха он являлся заместителем его племянника Амир Аслана-хана Афшара, губернатора Азербайджана.
Азад-хан сыграл важную роль в борьбе за власть в Персии, которая последовала после смерти Надир-шаха в 1747 году. Он быстро перешел от Аслан-хана к Ибрагим-мирзе, племяннику и будущему преемнику Надир-шаха, получив от него титул хана. В 1748 году Ибрагим-шах потерпел поражение от своего племянника Шахрух-шаха, внука Надир-шаха, и был казнен. Азад-хан примкнул к Мир Сайеду Мохаммаду, правителю Мешхеда и претенденту на шахский престол. Он продолжал принимать участие в междоусобице в Иране и с 1752 года подчинил своей власти всю территорию между Ардебилем и Урмией, проводя политику серии альянсов с местными курдскими и тюркскими племенными вождями.
В 1751 году Азад-хан, командовавший 18-тысячным войском, потерпел поражение в битве при Кирбулахи (близ Еревана) от трехтысячного грузинского войска под командованием царя Кахетии Ираклия II и не смог подчинить своей власти иранские земли к северу от реки Аракс. В 1753 году он добился контроля над центральной провинцией Загрос. Азад-хан планировал объединить силы с лидером бахтияр Али-Мардан-ханом, выступившим из Багдада против де-факто регента западной части Ирана, Керим-хана из племени зендов, но этот альянс был предотвращен победой Керим-хана над Али-Мардан-ханом. Азад-хан был вынужден отступить, понеся тяжелое поражение от преследующей его армии зендов, но затем он захватил крепость Пари, недалеко от Мелайера, принадлежавшую Керим-хану Зенду. В 1754 году Азад-хан вместе с Фатх Али-ханом Афшаром напал на Керим-хана Зенда и захватил Шираз. Керим-хан Зенд в конце концов разбил Фатх-Али-хана и 29 ноября 1754 года занял Шираз. К июню 1757 года Азад-хан лишился Исфахана, Тебриза и Урмии, которые были захвачены Мухаммед Хасан-ханом Каджаром из Мазандерана. Азад-хан бежал в Багдад, и после неудачной попытки возвращения, в 1760 году нашел убежище при дворе грузинского царя Ираклия II в Тбилиси. В 1762 году Азад-хан был вынужден сдаться Керим-хану Зенду, правителю Северного Ирана, и закончил свои дни в качестве почётного пленника Керим-хана в Ширазе.
В 1781 году Азад-хан скончался. По его завещанию его тело было захоронено в Кабуле, на родине предков.